# Moca rugosella
Moca rugosella är en fjärilsart som beskrevs av August Busck 1914. Moca rugosella ingår i släktet Moca och familjen Immidae. Inga underarter finns listade i Catalogue of Life.